# Marcia Iturrioz
Marcia Karina Iturrioz (* 22. November 1991) ist eine argentinische Handballspielerin, die auch in der Disziplin Beachhandball erfolgreich war. Sie war zeitweilig Mitglied der argentinischen Nationalmannschaft.

## Hallenhandball
Marcia Iturrioz spielt für Deportivo Goliat Viedma.

## Beachhandball
Iturrioz stand erstmals 2016 im Rahmen der Panamerika-Meisterschaften bei einer internationalen Meisterschaft im Kader der argentinischen Nationalmannschaft. Hier konnten die Argentinierinnen das erste Mal das Finale dieses Wettbewerbs erreichen, scheiterte dort aber an Brasilien, der zu der Zeit dominierenden Beachhandball-Macht auf dem amerikanischen Doppelkontinent und auch einer der stärksten Mannschaften der Welt. Dennoch konnte zum zweiten Mal die Teilnahme an einer Weltmeisterschaft der Argentinierinnen erreicht werden. In Budapest stand Iturrioz nicht mehr im Aufgebot, sie und Agustina Mirotta mussten Agustina Mamet und Macarena Piccinini weichen.